# Federico Carlos Sainz de Robles
Federico Carlos Sainz de Robles y Correa (Madrid, 3 de septiembre de 1898-Madrid, 27 de noviembre de 1982) fue un escritor, dramaturgo, historiador, lexicógrafo, crítico literario, historiador de la literatura, folclorista, bibliógrafo y ensayista español. Padre de Federico Carlos Sainz de Robles y Rodríguez, jurista, narrador, crítico e investigador.

## Biografía
Estudió humanidades en el Seminario Conciliar de San Dámaso, bachillerato en el Instituto Cardenal Cisneros y Derecho y Filosofía y Letras en la Universidad Central. Fue archivero-bibliotecario-arqueólogo por oposición del ayuntamiento madrileño y cronista de Madrid. En 1918 empezó a escribir en la prensa, en especial crítica teatral y literaria, cuya titularidad ejerció en el diario Madrid desde 1952, pero también colaboró en La Voz, El Sol, Abc, La Vanguardia, Nuevo Mundo, La Estafeta Literaria, Punta Europa y Villa de Madrid, entre otras publicaciones periódicas. Trabajó también en el consejo de lecturas de la Editorial Aguilar hasta que fue sustituido por Arturo del Hoyo y entonces pasó al puesto de lidiar con la censura. Fue miembro del CSIC, de la Hispanic Society of America y del Instituto de Estudios Madrileños. Entre 1963 y 1964 dirigió el Teatro Nacional Español.

## Obra

### Poesía
- La soledad recóndita (1920),
- El silencio sonoro (1923),
- Ritmo interior (1927),
- Poemillas a Celina (1957),
- Diálogos de la sombra y la pena (1967).

### Narrativa
- Mario en el foso de los leones (1925),
- La decadencia de lo azul celeste (1928),
- Madrid y... el resto del mundo (1957),
- Escorial: vida y transfiguración (1963).

### Teatro
Obtuvo dos veces el Premio Nacional de Teatro (1953 y 1963), dos premios del Ayuntamiento de Madrid (1931 y 1963) y el Premio nacional de Crítica Pardo Bazán (1966). De entre su obra se ha destacado el drama titulado El alma en tormento.

### Ensayo
Además de los estudios y ediciones biográficas de Benito Pérez Galdós, Ramón Mesonero Romanos, Emilia Pardo Bazán, Diego Velázquez, Lope de Vega y Jacinto Benavente), destacó por su abundante obra dedicada a la historia local de Madrid. Tiene dedicada una calle en esta capital española.
- Historia y estampas de la Villa de Madrid (Madrid, Iberia, 1932-1933, dos tomos; edición facsímil en dos tomos por Ediciones Giner, 1984);
- Por qué es Madrid capital de España;
- Madrid: crónica y guía de una ciudad impar;
- Autobiografía de Madrid;
- Cuerpo y alma de Madrid;
- Los teatros de Madrid;
- Mis primeros recuerdos madrileños;
- Crónica y guía de la provincia de Madrid;
- Cielo y tierra de Madrid
- La estrella de Madrid.

### Ensayo crítico-histórico
- Panorama literario, tres vols.;
- La novela española en el siglo XX;
- Alejandro Casona y su teatro;
- Los movimientos literarios;
- El espíritu y la letra (Cien años de literatura española: 1860-1960);
- Raros y olvidados;
- Caprichos, fantasmas y otras anomalías;
- La imprenta y el libro en la España del siglo XV;
- Un autor en un libro: Balmes;
- Enigmas de cincuenta mujeres inolvidables;
- Castillos en España y Monasterios españoles;
- Ayer y hoy;
- Cien años de historia española (1860-1960);
- Elipando y el Beato de Liébana);
- El epigrama español (antología);
- Cuentos viejos de la vieja España (antología);
- Historia y antología de la poesía española (en lengua castellana),
- Historia y antología del teatro español, siete tomos, de 1942 a 1943).
- Madrid, teatro del mundo (Madrid, Emiliano Escolar, 1981, 357 p.)

### Lexicografía
- Ensayo de un Diccionario de literatura en tres volúmenes (1947), algo abundante en errores en las fechas de los años y de estilo poco conciso;[cita requerida][4]
- Diccionario de sinónimos y antónimos;
- Diccionario de Mitología Universal;
- Diccionario de la Sabiduría (en colaboración con Tomás Borrás);
- Diccionario de mujeres célebres.